# Legally Blonde (musical)
Legally Blonde (Una rubia muy legal en España y Legalmente rubia en Argentina) es un musical basado en la novela homónima de Amanda Brown y en su posterior adaptación cinematográfica, con libreto de Heather Hach y canciones de Laurence O'Keefe y Nell Benjamin. Su trama central gira en torno a Elle Woods, una joven californiana que lleva una vida perfecta como presidenta de la hermandad femenina Delta Nu. Cuando su novio Warner Huntington III la abandona porque no es lo suficientemente seria para su futura carrera política, Elle decide matricularse en la facultad de derecho de la Universidad de Harvard dispuesta a recuperar a su ex y demostrar que no es ninguna rubia tonta.
Tras un periodo de prueba en San Francisco, el espectáculo se estrenó en 2007 en el Palace Theatre de Broadway, dirigido por Jerry Mitchell y protagonizado por Laura Bell Bundy. Al West End londinense llegó en 2010 y desde entonces también ha podido verse en numerosas ciudades a lo largo de todo el mundo. Una grabación en vivo del montaje original de Broadway fue emitida por la cadena MTV en octubre de 2007.

## Sinopsis
Elle Woods es la estudiante más popular de la Universidad de California en Los Ángeles. Rubia, guapa y siempre vestida a la moda, preside la hermandad femenina Delta Nu y sale con el chico perfecto, Warner Huntington III, quien está a punto de ingresar en la facultad de derecho de Harvard para emprender una prometedora carrera política. Sin embargo, todo se viene abajo cuando Warner la abandona porque alguien tan superficial como ella no encaja en sus ambiciosos planes de futuro. Dispuesta a recuperarlo, Elle utiliza su ingenio para obtener una plaza en Harvard y así demostrar que ella también puede convertirse en una abogada de prestigio. Pero los comienzos en el campus no serán nada fáciles debido al escepticismo y los prejuicios que despierta en un mundo que no la toma en serio. Afortunadamente, Elle no estará sola en su nueva aventura y contará con aliados inesperados como el profesor auxiliar Emmett Forrest o la esteticista Paulette. Gracias a su inteligencia e instinto, la joven logrará ganarse el respeto de sus compañeros e incluso se verá involucrada en la defensa de una estrella del fitness falsamente acusada de asesinato.

## Producciones
| Producción           | Teatro              | Fecha de estreno         | Fecha de cierre       | Funciones | Dirección                          |
| San Francisco        | Golden Gate Theatre | 6 de febrero de 2007     | 25 de febrero de 2007 |           | Jerry Mitchell                     |
| Broadway             | Palace Theatre      | 29 de abril de 2007      | 19 de octubre de 2008 | 595       | Jerry Mitchell                     |
| Gira en Norteamérica | Varios              | 23 de septiembre de 2008 | 10 de agosto de 2010  |           | Jerry Mitchell                     |
| West End             | Savoy Theatre       | 13 de enero de 2010      | 7 de abril de 2012    | 974       | Jerry Mitchell                     |
| Gira en EE. UU.      | Varios              | 21 de septiembre de 2010 | 15 de mayo de 2011    |           | Jerry Mitchell                     |
| Gira en Reino Unido  | Varios              | 8 de julio de 2011       | 6 de octubre de 2012  |           | Jerry Mitchell                     |
| Gira en Reino Unido  | Varios              | 14 de septiembre de 2017 | 30 de junio de 2018   |           | Anthony Williams                   |
| Gira en EE. UU.      | Varios              | 19 de enero de 2019      | 14 de abril de 2019   |           | Jeffrey B. Moss                    |
| Gira en EE. UU.      | Varios              | 14 de octubre de 2022    | 21 de mayo de 2023    |           | Jeffrey B. Moss                    |
| Madrid               | Teatro La Latina    | 9 de octubre de 2023     | 4 de febrero de 2024  | 110       | Matteo Gastaldo                    |
| Buenos Aires         | Teatro Liceo        | 22 de marzo de 2024      | 27 de octubre de 2024 | > 100     | Ariel del Mastro Marcelo Caballero |

Otras producciones
Legally Blonde se ha representado en países como Alemania, Argentina, Australia, Austria, Bélgica, Brasil, Canadá, China, Corea del Sur, España, Estados Unidos, Filipinas, Finlandia, Francia, Guatemala, Indonesia, Irlanda, Israel, Italia, Japón, Malasia, Nueva Zelanda, Países Bajos, Panamá, Perú, Reino Unido o Suecia, y ha sido traducido a multitud de idiomas.
Un montaje al aire libre pudo verse en el Regent's Park Open Air Theatre de Londres entre el 13 de mayo y el 2 de julio de 2022, dirigido por Lucy Moss y protagonizado por Courtney Bowman como Elle Woods, Michael Ahomka-Lindsay como Emmett Forrest, Nadine Higgin como Paulette, Eugene McCoy como Profesor Callahan, Alistair Toovey como Warner Huntington III, Vanessa Fisher como Vivienne Kensington y Lauren Drew como Brooke Wyndham.

## Números musicales
| Acto I - «Omigod You Guys» - «Serious» - «Daughter of Delta Nu» † - «What You Want» - «The Harvard Variations» - «Blood in the Water» - «Positive» - «Ireland» - «Ireland (Reprise)» - «Serious (Reprise)» - «Chip on My Shoulder» - «Run Rufus Run»/«Elle Reflects» † - «So Much Better» | Acto II - «Whipped Into Shape» - «Delta Nu Nu Nu» † - «Take It Like a Man» - «Bend and Snap» - «There! Right There!» - «Legally Blonde» - «Legally Blonde Remix» - «Scene of the Crime» † - «Omigod You Guys (Reprise)» † - «Find My Way»/«Finale» |

† No incluido en el álbum grabado por el reparto original de Broadway

## Repartos originales
| Personaje             | Broadway (2007)     | Gira en Norteamérica (2008) | West End (2010)     | Gira en Reino Unido (2011) | Madrid (2023)    | Buenos Aires (2024) |
| Elle Woods            | Laura Bell Bundy    | Becky Gulsvig               | Sheridan Smith      | Faye Brookes               | Lucía Ambrosini  | Laurita Fernández   |
| Emmett Forrest        | Christian Borle     | D.B. Bonds                  | Alex Gaumond        | Iwan Lewis                 | Íñigo Etayo      | Federico Salles     |
| Paulette              | Orfeh               | Natalie Joy Johnson         | Jill Halfpenny      | Liz McClarnon              | Maia Contreras   | Costa               |
| Profesor Callahan     | Michael Rupert      | Ken Land                    | Peter Davison       | Dave Willetts              | José Navar       | Mario Pasik         |
| Warner Huntington III | Richard H. Blake    | Jeff Mclean                 | Duncan James        | Neil Toon                  | Ricky Merino     | Santiago Ramundo    |
| Vivienne Kensington   | Kate Shindle        | Megan Lewis                 | Caroline Keiff      | Charlotte Harwood          | Flor Lopardo     | Lucien Gilabert     |
| Brooke Wyndham        | Nikki Snelson       | Coleen Sexton               | Aoife Mulholland    | Hannah Grover              | Paule Mallagaray | Ivanna Rossi        |
| Enid                  | Natalie Joy Johnson | Gretchen Burghart           | Suzie McAdam        | Gemma Baird                | Anna Herebia     | Fernanda Provenzano |
| Kyle                  | Andy Karl           | Ven Daniel                  | Chris Ellis-Stanton | Lewis Griffiths            | Pablo Ceresuela  | Nicolás Villalba    |
| Serena                | Leslie Kritzer      | Cortney Wolfson             | Susan McFadden      | Sinead Long                | Alba Sáiz        | Georgina Tirotta    |
| Margot                | Annaleigh Ashford   | Rhiannon Hansen             | Amy Lennox          | Sophie Isaacs              | Paula Díaz       | Carolina Mainero    |
| Pilar                 | DeQuina Moore       | Crystal Joy                 | Ibinabo Jack        | Micha Richardson           | Stella Kablan    | Cami Rosen          |

Reemplazos destacados en Buenos Aires
- Emmett Forrest: Nahuel Adhami
- Paulette: Virginia Demo

## Grabaciones
Hasta la fecha se han editado los álbumes interpretados en sus respectivos idiomas por los elencos de Broadway, Londres, Países Bajos, Austria y Bélgica. Además, también existe una grabación en vídeo de la producción original de Broadway que fue filmada en directo sobre el escenario del Palace Theatre para su posterior emisión en MTV.

## Premios y nominaciones

### Producción original de Broadway
| Año  | Premio                     | Categoría                                  | Nominado                        | Resultado |
| ---- | -------------------------- | ------------------------------------------ | ------------------------------- | --------- |
| 2007 | Actors' Equity Association | Mejor coro de Broadway                     |                                 | Ganador   |
| 2007 | Drama Desk Award           | Mejor musical                              | Mejor musical                   | Nominado  |
| 2007 | Drama Desk Award           | Mejor libreto de un musical                | Heather Hach                    | Nominada  |
| 2007 | Drama Desk Award           | Mejor actriz en un musical                 | Laura Bell Bundy                | Nominada  |
| 2007 | Drama Desk Award           | Mejor actor de reparto en un musical       | Christian Borle                 | Nominado  |
| 2007 | Drama Desk Award           | Mejor actriz de reparto en un musical      | Orfeh                           | Nominada  |
| 2007 | Drama Desk Award           | Mejor coreografía                          | Jerry Mitchell                  | Nominado  |
| 2007 | Drama Desk Award           | Mejor dirección en un musical              | Jerry Mitchell                  | Nominado  |
| 2007 | Drama Desk Award           | Mejores letras                             | Laurence O'Keefe, Nell Benjamin | Nominados |
| 2007 | Drama Desk Award           | Mejor música                               | Laurence O'Keefe, Nell Benjamin | Nominados |
| 2007 | Drama Desk Award           | Mejor diseño de escenografía en un musical | David Rockwell                  | Nominado  |
| 2007 | Drama League Award         | Mejor producción de un musical             | Mejor producción de un musical  | Nominado  |
| 2007 | Drama League Award         | Mejor intérprete                           | Laura Bell Bundy                | Nominada  |
| 2007 | Drama League Award         | Mejor intérprete                           | Christian Borle                 | Nominado  |
| 2007 | Outer Critics Circle Award | Mejor actriz de reparto en un musical      | Orfeh                           | Nominada  |
| 2007 | Tony Award                 | Mejor libreto de un musical                | Heather Hach                    | Nominada  |
| 2007 | Tony Award                 | Mejor música original                      | Laurence O'Keefe, Nell Benjamin | Nominados |
| 2007 | Tony Award                 | Mejor actriz principal en un musical       | Laura Bell Bundy                | Nominada  |
| 2007 | Tony Award                 | Mejor actor de reparto en un musical       | Christian Borle                 | Nominado  |
| 2007 | Tony Award                 | Mejor actriz de reparto en un musical      | Orfeh                           | Nominada  |
| 2007 | Tony Award                 | Mejor coreografía                          | Jerry Mitchell                  | Nominado  |
| 2007 | Tony Award                 | Mejor diseño de vestuario en un musical    | Gregg Barnes                    | Nominado  |

### Producción original del West End
| Año  | Premio                         | Categoría                                 | Nominado            | Resultado |
| ---- | ------------------------------ | ----------------------------------------- | ------------------- | --------- |
| 2010 | Evening Standard Theatre Award | Mejor musical                             | Mejor musical       | Nominado  |
| 2010 | Evening Standard Theatre Award | Mejor actriz                              | Sheridan Smith      | Nominada  |
| 2011 | Olivier Award                  | Mejor musical nuevo                       | Mejor musical nuevo | Ganador   |
| 2011 | Olivier Award                  | Mejor actor en un musical                 | Alex Gaumond        | Nominado  |
| 2011 | Olivier Award                  | Mejor actriz en un musical                | Sheridan Smith      | Ganadora  |
| 2011 | Olivier Award                  | Mejor intérprete de reparto en un musical | Jill Halfpenny      | Ganadora  |
| 2011 | Olivier Award                  | Mejor coreografía                         | Jerry Mitchell      | Nominado  |

### Producción original de Madrid
| Año  | Premio                    | Categoría                          | Nominado                                 | Resultado |
| ---- | ------------------------- | ---------------------------------- | ---------------------------------------- | --------- |
| 2024 | Premio Talía              | Mejor actriz de teatro musical     | Lucía Ambrosini                          | Nominada  |
| 2024 | Premio del Teatro Musical | Mejor musical                      | Mejor musical                            | Nominado  |
| 2024 | Premio del Teatro Musical | Mejor diseño de sonido             | Simone Della Scala, Juan Antonio Sánchez | Nominados |
| 2024 | Premio del Teatro Musical | Mejor actriz protagonista          | Lucía Ambrosini                          | Ganadora  |
| 2024 | Premio del Teatro Musical | Mejor actor de reparto             | José Navar                               | Nominado  |
| 2024 | Premio del Teatro Musical | Interpretación destacada masculina | Íñigo Etayo                              | Nominado  |